# أبراهام بلوخ
ابراهام بلوخ (بالفرنسية: Abraham Bloch )‏ (و. 1859 – 1914 م) كان حاخام، من فرنسا، ولد في باريس، توفي عن عمر يناهز 55 عاماً.